# Lega saudita professionistica 2023-2024
La Lega saudita professionistica 2023-2024, meglio conosciuta come Roshn Saudi League 2023-2024 per motivi di sponsorizzazione, è stata la 49ª edizione del massimo livello del campionato di calcio saudita; la competizione iniziata l'11 agosto 2023 è terminata il 27 maggio 2024.
La squadra campione in carica è l'Al-Ittihad, avendo vinto il suo nono titolo nella stagione 2022-2023.

## Stagione

### Novità
Il 14 aprile 2022 la Federazione calcistica dell'Arabia Saudita ha annunciato che il numero di squadre sarebbe aumentato da 16 a 18 dalla stagione 2023-2024. Per questo motivo al termine del campionato 2022-2023 sono retrocesse in Prima Divisione solo Al-Adalah e Al-Batin, mentre dalla Prima Divisione sono state promosse Al-Ahli, Al-Okhdood, Al-Riyadh e Al-Hazem.

### Formato
Le diciotto squadre si affrontano due volte, per un totale di trentaquattro giornate. La squadra prima classificata è dichiarata campione d'Arabia Saudita ed è ammessa alla fase a gironi della AFC Champions League Elite 2024-2025.
Le ultime tre classificate retrocedono in Prima Divisione.

### Calciomercato
Sessione estiva
Il calciomercato del campionato arabo, dopo l'acquisto della stagione precedente di Cristiano Ronaldo da parte dell'Al-Nassr, affonda altri colpi di grande calibro, riuscendo a chiudere acquisti di prezzi stellari. Proprio l'Al-Nassr si rinforza acquistando dal Bayern Monaco l'attaccante Sadio Mané per una cifra di 30 milioni di euro, l'esterno Otavio dal Porto, i centrocampisti Marcelo Brozović e Seko Fofana, comprati rispettivamente dall'Inter per 18 milioni di euro e dal Lens per 25 milioni di euro, il terzino Alex Telles dal Manchester Utd e, infine, il difensore Aymeric Laporte dal Manchester City.
I campioni in carica dell'Al-Ittihad si rinforzano a centrocampo con Fabinho, acquistato dal Liverpool per 46 milioni di euro, il portoghese Jota, comprato dal Celtic per circa 30 milioni, e N'Golo Kanté, aggregato alla squadra dopo essere stato svincolato dal Chelsea; in attacco, invece, l'Al Ittihād si rafforza con la punta francese Karim Benzema, svincolato dal Real Madrid.
Altra squadra a rinforzarsi particolarmente è l'Al-Hilal, che acquista dal Siviglia il portiere Yassine Bounou, in difesa dal Chelsea Kalidou Koulibaly per 23 milioni di euro; a centrocampo si aggiungono il serbo Sergej Milinković-Savić e il portoghese Rúben Neves, acquistati rispettivamente da Lazio e Wolverhampton per 40 e 55 milioni di euro; in attacco, invece, arrivano i brasiliani Malcom, preso dallo Zenit San Pietroburgo per 60 milioni di euro, e la stella del calcio Neymar, acquistato dal Paris Saint-Germain per 90 milioni.
Anche la neopromossa Al-Ahli rinforza la sua rosa con acquisti di alto calibro dall'Europa: in attacco arrivano Roberto Firmino, svincolato dal Liverpool, Allan Saint-Maximin dal Newcastle Utd per 27 milioni, e Riyad Mahrez dal Manchester City per 35 milioni, insieme alle ali Sumaihan Al-Nabit e Fahad Al-Rashidi, svincolati dall'Al-Taawoun; a centrocampo approdano Franck Kessié dal Barcellona e Gabri Veiga dal Celta Vigo, in difesa Roger Ibañez dalla Roma e Merih Demiral dall'Atalanta mentre in porta viene comprato Édouard Mendy dal Chelsea.
L'Al-Ettifaq prende come nuovo allenatore la ex bandiera del Liverpool Steven Gerrard, per poi rinforzare la squadra con innesti sia difensivi che offensivi; arrivano rispettivamente dal Liverpool e dal Paris Saint-Germain i centrocampisti Jordan Henderson e Georginio Wijnaldum, dal Club Bruges il difensore Jack Hendry, dal Club Bruges, l'ala anglo-giamaicana Demarai Gray, dall'Everton, la punta svincolata Moussa Dembélé, rimasto senza contratto dopo la fine dell'esperienza con l'Olimpique Lione, ed il terzino Hamdan Al-Shammrani, anche lui svincolato dopo il termine dell'esperienza con l'Al-Ittihād.

## Squadre partecipanti
| Club       | Stagione | Città          | Stadio                                                     | Stagione precedente                   |
| ---------- | -------- | -------------- | ---------------------------------------------------------- | ------------------------------------- |
| Abha       | dettagli | Abha           | Stadio Principe Sultan bin 'Abd al-'Aziz                   | 12º posto in SPL                      |
| Al-Ahli    | dettagli | Gedda          | Stadio Città dello sport Re Abd Allah                      | 1º posto in Prima Divisione, promosso |
| Al-Ettifaq | dettagli | Dammam         | Stadio Principe Muhammad bin Fahd                          | 7º posto in SPL                       |
| Al-Fateh   | dettagli | Al-Hasa        | Stadio Principe Abdullah bin Jalawi                        | 6º posto in SPL                       |
| Al-Fayha   | dettagli | Al Majma'ah    | Stadio Città dello sport di Al-Majma'ah                    | 11º posto in SPL                      |
| Al-Hazem   | dettagli | Ar Rass        | Stadio Al-Hazem Club                                       | 4º posto in Prima Divisione, promosso |
| Al-Hilal   | dettagli | Riad           | Stadio internazionale Re Fahd                              | 3º posto in SPL                       |
| Al-Ittihad | dettagli | Gedda          | Stadio Città dello sport Re Abd Allah                      | 1º posto in SPL                       |
| Al-Khaleej | dettagli | Saihat         | Stadio Principe Muhammad bin Fahd                          | 14º posto in SPL                      |
| Al-Nassr   | dettagli | Riad           | Stadio dell'Università Re Sa'ud                            | 2º posto in SPL                       |
| Al-Okhdood | dettagli | Najrān         | Stadio Città dello sport Principe Hathloul bin Abd al-Aziz | 2º posto in Prima Divisione, promosso |
| Al-Ra'ed   | dettagli | Burayda        | Stadio Città dello sport Re Abd Allah                      | 10º posto in SPL                      |
| Al-Riyadh  | dettagli | Riad           | Stadio Principe Turki bin Abdul Aziz                       | 3º posto in Prima Divisione, promosso |
| Al-Shabab  | dettagli | Riad           | Stadio internazionale Re Fahd                              | 4º posto in SPL                       |
| Al-Taawoun | dettagli | Burayda        | Stadio Città dello sport Re Abd Allah                      | 5º posto in SPL                       |
| Al-Tai     | dettagli | Ha'il          | Stadio Principe Abdul Aziz bin Musa'ed                     | 9º posto in SPL                       |
| Al-Wahda   | dettagli | La Mecca       | Stadio Re Abdul Aziz                                       | 13º posto in SPL                      |
| Damac      | dettagli | Khamis Mushait | Stadio Città dello sport di Al-Majma'ah                    | 8º posto in SPL                       |

## Allenatori e primatisti
| Squadra    | Allenatore | Calciatore più presente                                 | Capocannoniere                   |
| ---------- | --- | ------------------------------------------------------- | -------------------------------- |
| Abha       | Czesław Michniewicz (1ª-8ª) George Timiș (9ª) Yousef Al Mannai (10ª-17ª) George Timiș (18ª-19ª) Pitso Mosimane (20ª-34ª) | Ciprian Tătărușanu, Grzegorz Krychowiak (33)            | Grzegorz Krychowiak (9)          |
| Al-Ahli    | Matthias Jaissle | Édouard Mendy (33)                                      | Firas Al-Buraikan (13)           |
| Al-Ettifaq | Steven Gerrard | Paulo Victor, Jack Hendry (34)                          | Moussa Dembélé (12)              |
| Al-Fateh   | Slaven Bilić | Jacob Rinne (33)                                        | Cristian Tello (11)              |
| Al-Fayha   | Vuk Rašović | Sultan Mandash (32)                                     | Fashion Sakala (19)              |
| Al-Hazem   | Filipe Gouveia (1ª-9ª) José Daniel Carreño (10ª-28ª) Saleh Al-Mohammadi (29ª-34ª)                                        | Tózé (34)                                               | Tózé (9)                         |
| Al-Hilal   | Jorge Jesus | Michael (33)                                            | Aleksandar Mitrović (28)         |
| Al-Ittihad | Nuno Espírito Santo (1ª-12ª) Hassan Khalifa (13ª) Marcelo Gallardo (14ª-34ª)                                             | N'Golo Kanté (30)                                       | Abderrazak Hamdallah (19)        |
| Al-Khaleej | Pedro Emanuel | Pedro Rebocho (34)                                      | Fábio Martins, Khaled Narey (7)  |
| Al-Nassr   | Luís Castro | Sadio Mané (32)                                         | Cristiano Ronaldo (35)           |
| Al-Okhdood | Jorge Mendonça (1ª-12ª) Martin Ševela (13ª-28ª) Noureddine Zekri (29ª-34ª)                                               | Solomon Kvirkvelia (33)                                 | Andrei Burcă, Saviour Godwin (6) |
| Al-Raed    | Igor Jovićević | Khalid Al-Subaie, Mansour Al-Bishi, Oumar Gonzalez (31) | Karim El Berkaoui (12)           |
| Al-Riyadh  | Yannick Ferrera (1ª-10ª) Odair Hellmann (11ª-34ª)                                                                        | Martín Campaña, Birama Touré (33)                       | Saleh Al Abbas (8)               |
| Al-Shabab  | Marcel Keizer (1ª-5ª) Juan Brown (6ª-9ª) Igor Bišćan (10ª-18ª) Saad Al-Subaie (19ª) Vítor Pereira (20ª-34ª)              | Habib Diallo, Gustavo Cuéllar (30)                      | Yannick Carrasco (7)             |
| Al-Taawoun | Péricles Chamusca | Mailson (34)                                            | João Pedro (11)                  |
| Al-Tai     | Krešimir Režić (1ª-7ª) Laurențiu Reghecampf (8ª-26ª) Cristinel Țermure (27ª) Leonardo Ramos (28ª-34ª)                    | Robert Bauer (33)                                       | Bernard Mensah (14)              |
| Al-Wahda   | Giōrgos Dōnīs | Fayçal Fajr (33)                                        | Odion Ighalo (15)                |
| Damac      | Cosmin Contra | Georges-Kévin N'Koudou (31)                             | Georges-Kévin N'Koudou (15)      |

## Calciatori stranieri
Ogni squadra può registrare un massimo di otto calciatori stranieri, in grassetto i giocatori acquistati nel mercato invernale.
| Squadra    | Calciatori         | Calciatori       | Calciatori        | Calciatori             | Calciatori          | Calciatori          | Calciatori              | Calciatori           | Calciatori                  | Calciatori                                |
| Squadra    | 1°                 | 2°               | 3°                | 4°                     | 5°                  | 6°                  | 7°                      | 8°                   | Riserve                     | Ex giocatori                              |
| ---------- | ------------------ | ---------------- | ----------------- | ---------------------- | ------------------- | ------------------- | ----------------------- | -------------------- | --------------------------- | ----------------------------------------- |
| Abha       | Fabián Noguera     | Saad Bguir       | François Kamano   | Uroš Matić             | Grzegorz Krychowiak | Ciprian Tătărușanu  | Marcel Tisserand        | Luka Đorđević        |                             | Karl Toko Ekambi Saad Natiq Devis Epassy  |
| Al-Ahli    | Riyad Mahrez       | Roberto Firmino  | Roger Ibañez      | Allan Saint-Maximin    | Franck Kessié       | Édouard Mendy       | Gabri Veiga             | Merih Demiral        | Ezgjan Alioski Modou Barrow |                                           |
| Al-Ettifaq | Paulo Victor       | Robin Quaison    | Jack Hendry       | Moussa Dembélé         | Demarai Gray        | Georginio Wijnaldum | Seko Fofana             | Karl Toko Ekambi     | Álvaro Medrán               | Jordan Henderson Marcel Tisserand Vitinho |
| Al-Fateh   | Sofiane Bendebka   | Lucas Zelarayán  | Jason Denayer     | Djaniny                | Mourad Batna        | Marwane Saâdane     | Cristian Tello          | Jacob Rinne          | Christian Cueva             |                                           |
| Al-Fayha   | Gojko Cimirot      | Ricardo Ryller   | Ghislain Konan    | Abdelhamid Sabiri      | Anthony Nwakaeme    | Henry Onyekuru      | Vladimir Stojković      | Fashion Sakala       |                             | Víctor Ruiz Milan Pavkov                  |
| Al-Hazem   | Paulo Ricardo      | Bruno Viana      | Vina              | Faïz Selemani          | Muhammed Badamosi   | Aymen Dahmen        | Tózé                    | Júnior Moreno        |                             | Ben Hassan Traoré                         |
| Al-Hilal   | Malcom             | Michael          | Renan Lodi        | Yassine Bounou         | Rúben Neves         | Kalidou Koulibaly   | Sergej Milinković-Savić | Aleksandar Mitrović  | Neymar                      |                                           |
| Al-Ittihad | Ahmed Hegazy       | Fabinho          | Marcelo Grohe     | Romarinho              | Karim Benzema       | N'Golo Kanté        | Luiz Felipe             | Abderrazak Hamdallah | Jota                        | Igor Coronado                             |
| Al-Khaleej | Lisandro López     | Ibrahim Šehić    | Mohamed Sherif    | Khaled Narey           | Fábio Martins       | Pedro Rebocho       | Ivo Rodrigues           | Jung Woo-young       | Mo Adams                    |                                           |
| Al-Nassr   | Talisca            | Alex Telles      | Marcelo Brozović  | Aymeric Laporte        | Otávio              | Cristiano Ronaldo   | Sadio Mané              | David Ospina         | Aziz Behich                 | Seko Fofana                               |
| Al-Okhdood | Paulo Vítor        | Léandre Tawamba  | Sebastián Pedroza | Solomon Kvirkvelia     | Saviour Godwin      | Andrei Burcă        | Florin Tănase           | Álex Collado         |                             |                                           |
| Al-Ra'ed   | Amir Sayoud        | Oumar Gonzalez   | Júlio Tavares     | Karim El Berkaoui      | Mohamed Fouzair     | Mathias Normann     | André Moreira           | Mamadou Loum         | Hamoud Bassam               |                                           |
| Al-Riyadh  | Dino Arslanagić    | Didier Ndong     | Andre Gray        | Birama Touré           | Alin Toșca          | Knowledge Musona    | Martín Campaña          |                      |                             | Juanmi                                    |
| Al-Shabab  | Ivan Rakitić       | Yannick Carrasco | Carlos Júnior     | Iago Santos            | Gustavo Cuéllar     | Romain Saïss        | Habib Diallo            | Kim Seung-gyu        | Vitinho                     | Éver Banega Mo Adams                      |
| Al-Taawoun | Flávio             | Andrei Girotto   | Mailson           | Mateus                 | João Pedro          | Musa Barrow         | Aschraf El Mahdioui     | Cristian Guanca      |                             | Álvaro Medrán                             |
| Al-Tai     | Victor Braga       | Enzo Roco        | Marko Dugandžić   | Robert Bauer           | Bernard Mensah      | Alfa Semedo         | Virgil Misidjan         | Andrei Cordea        |                             |                                           |
| Al-Wahda   | Craig Goodwin      | Anselmo          | Óscar Duarte      | Jawad El Yamiq         | Fayçal Fajr         | Munir               | Vito van Crooij         | Odion Ighalo         |                             | Jean-David Beauguel                       |
| Damac      | Abdelkader Bedrane | Farouk Chafaï    | Moustapha Zeghba  | Georges-Kévin N'Koudou | Domagoj Antolić     | Tarek Hamed         | Assan Ceesay            | Nicolae Stanciu      |                             | Adam Maher                                |

## Classifica
|                           | Pos. | Squadra    | Pt | G  | V  | N  | P  | GF  | GS | DR  |
| ------------------------- | ---- | ---------- | -- | -- | -- | -- | -- | --- | -- | --- |
| Arabia Saudita (bandiera) | 1.   | Al-Hilal   | 96 | 34 | 31 | 3  | 0  | 101 | 23 | +78 |
|                           | 2.   | Al-Nassr   | 82 | 34 | 26 | 4  | 4  | 100 | 42 | +58 |
|                           | 3.   | Al-Ahli    | 65 | 34 | 19 | 8  | 7  | 67  | 35 | +32 |
|                           | 4.   | Al-Taawoun | 59 | 34 | 16 | 11 | 7  | 51  | 35 | +16 |
|                           | 5.   | Al-Ittihad | 54 | 34 | 16 | 6  | 12 | 63  | 54 | +9  |
|                           | 6.   | Al-Ettifaq | 48 | 34 | 12 | 12 | 10 | 43  | 34 | +9  |
|                           | 7.   | Al-Fateh   | 45 | 34 | 12 | 9  | 13 | 57  | 55 | +2  |
|                           | 8.   | Al-Shabab  | 44 | 34 | 12 | 8  | 14 | 45  | 42 | +3  |
|                           | 9.   | Al-Fayha   | 44 | 34 | 11 | 11 | 12 | 44  | 52 | -8  |
|                           | 10.  | Damac      | 41 | 34 | 10 | 11 | 13 | 44  | 45 | -1  |
|                           | 11.  | Al-Khaleej | 37 | 34 | 9  | 10 | 15 | 36  | 47 | -11 |
|                           | 12.  | Al-Ra'ed   | 37 | 34 | 9  | 10 | 15 | 41  | 49 | -8  |
|                           | 13.  | Al-Wahda   | 36 | 34 | 10 | 6  | 18 | 45  | 60 | -15 |
|                           | 14.  | Al-Riyadh  | 35 | 34 | 8  | 11 | 15 | 33  | 57 | -24 |
|                           | 15.  | Al-Okhdood | 33 | 34 | 9  | 6  | 19 | 33  | 52 | -19 |
|                           | 16.  | Abha       | 32 | 34 | 9  | 5  | 20 | 38  | 87 | -49 |
|                           | 17.  | Al-Tai     | 31 | 34 | 8  | 7  | 19 | 34  | 64 | -30 |
|                           | 18.  | Al-Hazem   | 24 | 34 | 4  | 12 | 18 | 34  | 76 | -42 |

Legenda:
      Campione d'Arabia Saudita e ammessa alla fase campionato della AFC Champions League Elite 2024-2025
      Ammesse alla fase campionato della AFC Champions League Elite 2024-2025.
      Ammessa alla AFC Champions League Two 2024-2025
      Retrocessa in Saudi First Division 2024-2025
Note:
Tre punti a vittoria, uno a pareggio, zero a sconfitta.

## Risultati

### Tabellone
Ogni riga indica i risultati casalinghi della squadra segnata a inizio della riga, contro le squadre segnate colonna per colonna (che invece avranno giocato l'incontro in trasferta). Al contrario, leggendo la colonna di una squadra si avranno i risultati ottenuti dalla stessa in trasferta, contro le squadre segnate in ogni riga, che invece avranno giocato l'incontro in casa.
|            | ABH  | AHL  | ETT  | FAT  | FAY  | HAZ  | HIL  | ITT  | KHA  | NAS  | OKH  | RE'E | RIY  | SHA  | TAA  | TAI  | WEH  | DAM  |
| ---------- | ---- | ---- | ---- | ---- | ---- | ---- | ---- | ---- | ---- | ---- | ---- | ---- | ---- | ---- | ---- | ---- | ---- | ---- |
| Abha       | –––– | -    | -    | -    | 2-1  | -    | 1-3  | -    | -    | 0-8  | -    | 1-0  | -    | -    | -    | -    | -    | -    |
| Al-Ahli    | -    | –––– | -    | -    | -    | 3-1  | -    | -    | -    | -    | 1-0  | -    | -    | -    | -    | -    | -    | -    |
| Al-Ettifaq | -    | -    | –––– | -    | -    | -    | -    | -    | 1-1  | 2-1  | -    | -    | -    | -    | -    | -    | -    | -    |
| Al-Fateh   | -    | -    | -    | –––– | -    | -    | -    | -    | -    | 0-5  | -    | -    | -    | -    | 1-1  | -    | -    | -    |
| Al-Fayha   | -    | -    | -    | -    | –––– | 0-0  | -    | -    | 3-1  | -    | -    | -    | -    | -    | -    | -    | -    | -    |
| Al-Hazem   | -    | -    | 0-2  | -    | -    | –––– | -    | -    | -    | -    | -    | -    | -    | -    | -    | -    | -    | -    |
| Al-Hilal   | -    | -    | 2-0  | -    | 1-1  | -    | –––– | -    | -    | -    | -    | -    | -    | -    | -    | -    | -    | -    |
| Al-Ittihād | -    | -    | -    | -    | -    | -    | -    | –––– | -    | -    | -    | -    | -    | -    | -    | 2-0  | -    | -    |
| Al-Khaleej | -    | 1-3  | -    | -    | -    | -    | -    | -    | –––– | -    | -    | -    | -    | -    | -    | -    | -    | -    |
| Al-Nassr   | 2-2  | 4-3  | 3-1  | 2-1  | 3-1  | 4-4  | -    | -    | 2-0  | –––– | 3-0  | 1-3  | 4-1  | 4-0  | 0-2  | 5-1  | -    | 2-1  |
| Al-Okhdood | -    | -    | -    | 1-3  | -    | -    | -    | -    | -    | -    | –––– | -    | -    | -    | 0-1  | -    | -    | -    |
| Al-Ra'ed   | -    | -    | -    | -    | -    | -    | 0-4  | 0-3  | -    | -    | -    | –––– | 3-0  | -    | -    | -    | -    | -    |
| Al-Riyadh  | -    | -    | -    | -    | -    | -    | -    | 0-4  | -    | -    | -    | -    | –––– | -    | -    | -    | 1-0  | -    |
| Al-Shabab  | -    | -    | -    | -    | -    | -    | -    | -    | -    | -    | 1-1  | -    | -    | –––– | -    | -    | -    | 1-1  |
| Al-Taawoun | 1-0  | -    | -    | -    | -    | -    | -    | -    | -    | -    | -    | -    | -    | -    | –––– | -    | -    | -    |
| Al-Tai     | -    | -    | -    | -    | -    | -    | -    | -    | -    | -    | -    | -    | -    | -    | -    | –––– | 0-3  | 1-0  |
| Al-Wehda   | -    | -    | -    | -    | -    | -    | -    | 0-3  | -    | -    | -    | -    | -    | 3-1  | -    | -    | –––– | -    |
| Damac      | -    | -    | -    | 2-2  | -    | -    | -    | -    | -    | -    | -    | -    | 2-2  | -    | -    | -    | -    | –––– |

### Calendario
| andata (1ª) | andata (1ª) | 1ª giornata          | ritorno (18ª) | ritorno (18ª) |  |
|             |             |                      |               |               |  |
| 11 ago.     | 3-1         | Al Ahli-Al Hazem     | -             | 21 dic.       |  |
| 12 ago.     | 1-0         | Al Tai-Damac         | -             | 21 dic.       |  |
| 12 ago.     | 3-1         | Al Fayha-Al Khaleej  | -             | 21 dic.       |  |
| 13 ago.     | 1-1         | Al Fateh-Al Taawoun  | -             | 21 dic.       |  |
| 13 ago.     | 1-0         | Al Riyadh-Al Wehda   | -             | 21 dic.       |  |
| 14 ago.     | 1-3         | Abha-Al Hilal        | -             | 21 dic.       |  |
| 14 ago.     | 0-3         | Al Ra'ed-Al Ittihād  | -             | 21 dic.       |  |
| 14 ago.     | 2-1         | Al Ettifaq-Al Nassr  | -             | 21 dic.       |  |
| 14 ago.     | 1-1         | Al Shabab-Al Okhdood | -             | 21 dic.       |  |

| andata (2ª) | andata (2ª) | 2ª giornata         | ritorno (19ª) | ritorno (19ª) |  |
|             |             |                     |               |               |  |
| 17 ago.     | 2-2         | Damac-Al Riyadh     | -             | 28 dic.       |  |
| 17 ago.     | 1-3         | Al Khaleej-Al Ahli  | -             | 28 dic.       |  |
| 18 ago.     | 1-3         | Al Okhdood-Al Fateh | -             | 28 dic.       |  |
| 18 ago.     | 0-2         | Al Hazem-Al Ettifaq | -             | 28 dic.       |  |
| 18 ago.     | 0-2         | Al Nassr-Al Taawoun | -             | 28 dic.       |  |
| 18 ago.     | 3-1         | Al Wehda-Al Shabab  | -             | 28 dic.       |  |
| 19 ago.     | 1-0         | Abha-Al Ra'ed       | -             | 28 dic.       |  |
| 19 ago.     | 1-1         | Al Hilal-Al Fayha   | -             | 28 dic.       |  |
| 19 ago.     | 2-0         | Al Ittihād-Al Tai   | -             | 28 dic.       |  |

| andata (1ª) | andata (1ª) | 1ª giornata          | ritorno (18ª) | ritorno (18ª) |  |
|             |             |                      |               |               |  |
| 11 ago.     | 3-1         | Al Ahli-Al Hazem     | -             | 21 dic.       |  |
| 12 ago.     | 1-0         | Al Tai-Damac         | -             | 21 dic.       |  |
| 12 ago.     | 3-1         | Al Fayha-Al Khaleej  | -             | 21 dic.       |  |
| 13 ago.     | 1-1         | Al Fateh-Al Taawoun  | -             | 21 dic.       |  |
| 13 ago.     | 1-0         | Al Riyadh-Al Wehda   | -             | 21 dic.       |  |
| 14 ago.     | 1-3         | Abha-Al Hilal        | -             | 21 dic.       |  |
| 14 ago.     | 0-3         | Al Ra'ed-Al Ittihād  | -             | 21 dic.       |  |
| 14 ago.     | 2-1         | Al Ettifaq-Al Nassr  | -             | 21 dic.       |  |
| 14 ago.     | 1-1         | Al Shabab-Al Okhdood | -             | 21 dic.       |  |

| andata (2ª) | andata (2ª) | 2ª giornata         | ritorno (19ª) | ritorno (19ª) |  |
|             |             |                     |               |               |  |
| 17 ago.     | 2-2         | Damac-Al Riyadh     | -             | 28 dic.       |  |
| 17 ago.     | 1-3         | Al Khaleej-Al Ahli  | -             | 28 dic.       |  |
| 18 ago.     | 1-3         | Al Okhdood-Al Fateh | -             | 28 dic.       |  |
| 18 ago.     | 0-2         | Al Hazem-Al Ettifaq | -             | 28 dic.       |  |
| 18 ago.     | 0-2         | Al Nassr-Al Taawoun | -             | 28 dic.       |  |
| 18 ago.     | 3-1         | Al Wehda-Al Shabab  | -             | 28 dic.       |  |
| 19 ago.     | 1-0         | Abha-Al Ra'ed       | -             | 28 dic.       |  |
| 19 ago.     | 1-1         | Al Hilal-Al Fayha   | -             | 28 dic.       |  |
| 19 ago.     | 2-0         | Al Ittihād-Al Tai   | -             | 28 dic.       |  |

| andata (3ª) | andata (3ª) | 3ª giornata           | ritorno (20ª) | ritorno (20ª) |  |
|             |             |                       |               |               |  |
| 24 ago.     | -           | Al Tai-Al Wehda       | -             | 15 feb.       |  |
| 24 ago.     | -           | Al Ahli-Al Okhdood    | -             | 15 feb.       |  |
| 24 ago.     | -           | Al Ettifaq-Al Khaleej | -             | 15 feb.       |  |
| 24 ago.     | -           | Al Ra'ed-Al Hilal     | -             | 15 feb.       |  |
| 24 ago.     | -           | Al Riyadh-Al Ittihād  | -             | 15 feb.       |  |
| 25 ago.     | -           | Al Fayha-Al Hazem     | -             | 15 feb.       |  |
| 25 ago.     | -           | Al Fateh-Al Nassr     | -             | 15 feb.       |  |
| 25 ago.     | -           | Al Shabab-Damac       | -             | 15 feb.       |  |
| 25 ago.     | -           | Al Taawoun-Abha       | -             | 15 feb.       |  |

| andata (4ª) | andata (4ª) | 4ª giornata           | ritorno (21ª) | ritorno (21ª) |  |
|             |             |                       |               |               |  |
| 28 ago.     | -           | Abha-Al Fayha         | -             | 22 feb.       |  |
| 28 ago.     | -           | Al Hilal-Al Ettifaq   | -             | 22 feb.       |  |
| 28 ago.     | -           | Al Ra'ed-Al Riyadh    | -             | 22 feb.       |  |
| 28 ago.     | -           | Al Wehda-Al Ittihād   | -             | 22 feb.       |  |
| 29 ago.     | -           | Al Okhdood-Al Taawoun | -             | 22 feb.       |  |
| 29 ago.     | -           | Damac-Al Fateh        | -             | 22 feb.       |  |
| 29 ago.     | -           | Al Ahli-Al Tai        | -             | 22 feb.       |  |
| 29 ago.     | -           | Al Khaleej-Hazem      | -             | 22 feb.       |  |
| 29 ago.     | -           | Al Nassr-Al Shabab    | -             | 22 feb.       |  |

| andata (3ª) | andata (3ª) | 3ª giornata           | ritorno (20ª) | ritorno (20ª) |  |
|             |             |                       |               |               |  |
| 24 ago.     | -           | Al Tai-Al Wehda       | -             | 15 feb.       |  |
| 24 ago.     | -           | Al Ahli-Al Okhdood    | -             | 15 feb.       |  |
| 24 ago.     | -           | Al Ettifaq-Al Khaleej | -             | 15 feb.       |  |
| 24 ago.     | -           | Al Ra'ed-Al Hilal     | -             | 15 feb.       |  |
| 24 ago.     | -           | Al Riyadh-Al Ittihād  | -             | 15 feb.       |  |
| 25 ago.     | -           | Al Fayha-Al Hazem     | -             | 15 feb.       |  |
| 25 ago.     | -           | Al Fateh-Al Nassr     | -             | 15 feb.       |  |
| 25 ago.     | -           | Al Shabab-Damac       | -             | 15 feb.       |  |
| 25 ago.     | -           | Al Taawoun-Abha       | -             | 15 feb.       |  |

| andata (4ª) | andata (4ª) | 4ª giornata           | ritorno (21ª) | ritorno (21ª) |  |
|             |             |                       |               |               |  |
| 28 ago.     | -           | Abha-Al Fayha         | -             | 22 feb.       |  |
| 28 ago.     | -           | Al Hilal-Al Ettifaq   | -             | 22 feb.       |  |
| 28 ago.     | -           | Al Ra'ed-Al Riyadh    | -             | 22 feb.       |  |
| 28 ago.     | -           | Al Wehda-Al Ittihād   | -             | 22 feb.       |  |
| 29 ago.     | -           | Al Okhdood-Al Taawoun | -             | 22 feb.       |  |
| 29 ago.     | -           | Damac-Al Fateh        | -             | 22 feb.       |  |
| 29 ago.     | -           | Al Ahli-Al Tai        | -             | 22 feb.       |  |
| 29 ago.     | -           | Al Khaleej-Hazem      | -             | 22 feb.       |  |
| 29 ago.     | -           | Al Nassr-Al Shabab    | -             | 22 feb.       |  |

| andata (5ª) | andata (5ª) | 5ª giornata          | ritorno (22ª) | ritorno (22ª) |  |
|             |             |                      |               |               |  |
| 1º set.     | -           | Al Fayha-Al Ra'ed    | -             | 7 mar.        |  |
| 1º set.     | -           | Al Tai-Abha          | -             | 7 mar.        |  |
| 1º set.     | -           | Al Ittihād-Al Hilal  | -             | 7 mar.        |  |
| 1º set.     | -           | Al Riyadh-Al Okhdood | -             | 7 mar.        |  |
| 2 set.      | -           | Al Fateh-Al Ahli     | -             | 7 mar.        |  |
| 2 set.      | -           | Al Hazem-Al Nassr    | -             | 7 mar.        |  |
| 2 set.      | -           | Al Ettifaq-Damac     | -             | 7 mar.        |  |
| 2 set.      | -           | Al Shabab-Al Khaleej | -             | 7 mar.        |  |
| 2 set.      | -           | Al Taawoun-Al Wehda  | -             | 7 mar.        |  |

| andata (6ª) | andata (6ª) | 6ª giornata           | ritorno (23ª) | ritorno (23ª) |  |
|             |             |                       |               |               |  |
| 15 set.     | -           | Abha-Al Ettifaq       | -             | 14 mar.       |  |
| 15 set.     | -           | Al Ahli-Al Taawoun    | -             | 14 mar.       |  |
| 15 set.     | -           | Al Okhdood-Al Ittihād | -             | 14 mar.       |  |
| 15 set.     | -           | Al Fayha-Al Shabab    | -             | 14 mar.       |  |
| 15 set.     | -           | Al Hazem-Al Tai       | -             | 14 mar.       |  |
| 15 set.     | -           | Al Hilal-Al Riyadh    | -             | 14 mar.       |  |
| 15 set.     | -           | Al Khaleej-Al Fateh   | -             | 14 mar.       |  |
| 15 set.     | -           | Al Ra'ed-Al Nassr     | -             | 14 mar.       |  |
| 15 set.     | -           | Al Wehda-Damac        | -             | 14 mar.       |  |

| andata (5ª) | andata (5ª) | 5ª giornata          | ritorno (22ª) | ritorno (22ª) |  |
|             |             |                      |               |               |  |
| 1º set.     | -           | Al Fayha-Al Ra'ed    | -             | 7 mar.        |  |
| 1º set.     | -           | Al Tai-Abha          | -             | 7 mar.        |  |
| 1º set.     | -           | Al Ittihād-Al Hilal  | -             | 7 mar.        |  |
| 1º set.     | -           | Al Riyadh-Al Okhdood | -             | 7 mar.        |  |
| 2 set.      | -           | Al Fateh-Al Ahli     | -             | 7 mar.        |  |
| 2 set.      | -           | Al Hazem-Al Nassr    | -             | 7 mar.        |  |
| 2 set.      | -           | Al Ettifaq-Damac     | -             | 7 mar.        |  |
| 2 set.      | -           | Al Shabab-Al Khaleej | -             | 7 mar.        |  |
| 2 set.      | -           | Al Taawoun-Al Wehda  | -             | 7 mar.        |  |

| andata (6ª) | andata (6ª) | 6ª giornata           | ritorno (23ª) | ritorno (23ª) |  |
|             |             |                       |               |               |  |
| 15 set.     | -           | Abha-Al Ettifaq       | -             | 14 mar.       |  |
| 15 set.     | -           | Al Ahli-Al Taawoun    | -             | 14 mar.       |  |
| 15 set.     | -           | Al Okhdood-Al Ittihād | -             | 14 mar.       |  |
| 15 set.     | -           | Al Fayha-Al Shabab    | -             | 14 mar.       |  |
| 15 set.     | -           | Al Hazem-Al Tai       | -             | 14 mar.       |  |
| 15 set.     | -           | Al Hilal-Al Riyadh    | -             | 14 mar.       |  |
| 15 set.     | -           | Al Khaleej-Al Fateh   | -             | 14 mar.       |  |
| 15 set.     | -           | Al Ra'ed-Al Nassr     | -             | 14 mar.       |  |
| 15 set.     | -           | Al Wehda-Damac        | -             | 14 mar.       |  |

## Statistiche

### Capoliste solitarie
|    | —— | —— | —— | —— | ——  | ——  | ——       | ——       | ——       | ——       | ——       | ——       | ——       | ——       | ——       | ——       | ——       | ——       | ——       | ——       | ——       | ——       | ——       | ——       | ——       | ——       | ——       | ——       | ——       | ——       | ——       | ——       | ——       | —— |  |
|    |    |    |    |    | Hil | Itt | Al-Hilal | Al-Hilal | Al-Hilal | Al-Hilal | Al-Hilal | Al-Hilal | Al-Hilal | Al-Hilal | Al-Hilal | Al-Hilal | Al-Hilal | Al-Hilal | Al-Hilal | Al-Hilal | Al-Hilal | Al-Hilal | Al-Hilal | Al-Hilal | Al-Hilal | Al-Hilal | Al-Hilal | Al-Hilal | Al-Hilal | Al-Hilal | Al-Hilal | Al-Hilal | Al-Hilal |    |  |
|    |    |    |    |    |     |     |          |          |          |          |          |          |          |          |          |          |          |          |          |          |          |          |          |          |          |          |          |          |          |          |          |          |          |    |  |
|    |    |    |    |    |     |     |          |          |          |          |          |          |          |          |          |          |          |          |          |          |          |          |          |          |          |          |          |          |          |          |          |          |          |    |  |
| 1ª | 2ª | 3ª | 4ª | 5ª | 6ª  | 7ª  | 8ª       | 9ª       | 10ª      | 11ª      | 12ª      | 13ª      | 14ª      | 15ª      | 16ª      | 17ª      | 18ª      | 19ª      | 20ª      | 21ª      | 22ª      | 23ª      | 24ª      | 25ª      | 26ª      | 27ª      | 28ª      | 29ª      | 30ª      | 31ª      | 32ª      | 33ª      | 34ª      |    |  |

### Classifica in divenire
|            | 1ª | 2ª | 3ª | 4ª | 5ª | 6ª | 7ª | 8ª | 9ª | 10ª | 11ª | 12ª | 13ª | 14ª | 15ª | 16ª | 17ª | 18ª | 19ª | 20ª | 21ª | 22ª | 23ª | 24ª | 25ª | 26ª | 27ª | 28ª | 29ª | 30ª | 31ª | 32ª | 33ª | 34ª |
| ---------- | -- | -- | -- | -- | -- | -- | -- | -- | -- | --- | --- | --- | --- | --- | --- | --- | --- | --- | --- | --- | --- | --- | --- | --- | --- | --- | --- | --- | --- | --- | --- | --- | --- | --- |
| Abha       | 0  | 3  | 3  | 6  | 6  | 6  | 6  | 6  | 7  | 7   | 10  | 13  | 13  | 13  | 13  | 13  | 14  | 14  | 14  | 15  |     |     |     |     |     |     |     |     |     |     |     |     |     |     |
| Al-Ahli    | 3  | 6  | 9  | 12 | 12 | 15 | 15 | 16 | 19 | 22  | 22  | 25  | 26  | 27  | 30  | 31  | 34  | 37  | 40  | 40  |     |     |     |     |     |     |     |     |     |     |     |     |     |     |
| Al-Ettifaq | 3  | 6  | 7  | 7  | 10 | 13 | 16 | 17 | 17 | 17  | 20  | 21  | 22  | 23  | 23  | 24  | 24  | 24  | 25  | 28  |     |     |     |     |     |     |     |     |     |     |     |     |     |     |
| Al-Fateh   | 1  | 4  | 4  | 5  | 8  | 11 | 11 | 14 | 14 | 17  | 20  | 20  | 21  | 21  | 21  | 21  | 22  | 25  | 26  | 29  |     |     |     |     |     |     |     |     |     |     |     |     |     |     |
| Al-Fayha   | 3  | 4  | 4  | 4  | 5  | 5  | 8  | 9  | 10 | 13  | 13  | 14  | 15  | 18  | 18  | 18  | 18  | 18  | 19  | 22  |     |     |     |     |     |     |     |     |     |     |     |     |     |     |
| Al-Hazem   | 0  | 0  | 1  | 2  | 2  | 3  | 3  | 3  | 3  | 6   | 7   | 7   | 7   | 7   | 8   | 11  | 12  | 12  | 13  | 13  |     |     |     |     |     |     |     |     |     |     |     |     |     |     |
| Al-Hilal   | 3  | 4  | 7  | 10 | 13 | 16 | 17 | 20 | 23 | 26  | 29  | 32  | 35  | 38  | 41  | 44  | 47  | 50  | 53  | 56  |     |     |     |     |     |     |     |     |     |     |     |     |     |     |
| Al-Ittihād | 3  | 6  | 9  | 12 | 12 | 15 | 18 | 19 | 19 | 20  | 21  | 21  | 24  | 25  | 28  | 28  | 28  | 28  | 31  | 34  |     |     |     |     |     |     |     |     |     |     |     |     |     |     |
| Al-Khaleej | 0  | 0  | 1  | 1  | 4  | 4  | 7  | 7  | 8  | 8   | 9   | 9   | 12  | 12  | 12  | 15  | 18  | 21  | 21  | 22  |     |     |     |     |     |     |     |     |     |     |     |     |     |     |
| Al-Nassr   | 0  | 0  | 3  | 6  | 9  | 12 | 15 | 18 | 19 | 22  | 25  | 28  | 31  | 34  | 34  | 37  | 37* | 43* | 46  | 49  |     |     |     |     |     |     |     |     |     |     |     |     |     |     |
| Al-Okhdood | 1  | 1  | 1  | 1  | 4  | 4  | 4  | 7  | 7  | 7   | 7   | 7   | 10  | 10  | 13  | 13  | 16  | 19  | 20  | 23  |     |     |     |     |     |     |     |     |     |     |     |     |     |     |
| Al-Ra'ed   | 0  | 0  | 0  | 3  | 4  | 4  | 4  | 4  | 5  | 5   | 5   | 6   | 9   | 9   | 12  | 13  | 13  | 16  | 19  | 19  |     |     |     |     |     |     |     |     |     |     |     |     |     |     |
| Al-Riyadh  | 3  | 4  | 4  | 4  | 4  | 4  | 4  | 7  | 8  | 11  | 11  | 11  | 12  | 15  | 16  | 16  | 16  | 16  | 19  | 19  |     |     |     |     |     |     |     |     |     |     |     |     |     |     |
| Al-Shabab  | 1  | 1  | 2  | 2  | 2  | 5  | 8  | 8  | 9  | 12  | 12  | 15  | 15  | 16  | 16  | 17  | 18  | 18  | 21  | 24  |     |     |     |     |     |     |     |     |     |     |     |     |     |     |
| Al-Taawoun | 1  | 4  | 7  | 10 | 13 | 13 | 16 | 19 | 22 | 23  | 24  | 25  | 25  | 25  | 28  | 31  | 34  | 34  | 34  | 35  |     |     |     |     |     |     |     |     |     |     |     |     |     |     |
| Al-Tai     | 3  | 3  | 3  | 3  | 6  | 7  | 7  | 7  | 7  | 7   | 10  | 11  | 11  | 14  | 17  | 17  | 17  | 17  | 17  | 18  |     |     |     |     |     |     |     |     |     |     |     |     |     |     |
| Al-Wahda   | 0  | 3  | 6  | 6  | 6  | 9  | 12 | 12 | 13 | 13  | 13  | 16  | 16  | 19  | 19  | 22  | 22  | 25  | 25  | 26  |     |     |     |     |     |     |     |     |     |     |     |     |     |     |
| Damac      | 0  | 1  | 2  | 3  | 3  | 3  | 4  | 7  | 10 | 10  | 13  | 14  | 15  | 18  | 21  | 24  | 27  | 30  | 30  | 30  |     |     |     |     |     |     |     |     |     |     |     |     |     |     |

### Primati stagionali
Squadre
- Maggior numero di vittorie: Al-Hilal (31)
- Maggior numero di pareggi: Al-Hazem, Al-Ettifaq (12)
- Maggior numero di sconfitte: Abha (20)
- Minor numero di vittorie: Al-Hazem (4)
- Minor numero di pareggi: Al-Hilal (3)
- Minor numero di sconfitte: Al-Hilal (0)
- Miglior attacco: Al-Hilal (101 gol fatti)
- Peggior attacco: Al-Riyadh (33 gol fatti)
- Miglior difesa: Al-Hilal (23 gol subiti)
- Peggior difesa: Abha (87 gol subiti)
- Miglior differenza reti: Al-Hilal (+78)
- Peggior differenza reti: Abha (-49)
- Miglior serie positiva: Al-Hilal (34 partite)
- Peggior serie negativa: Al-Hazem (12 partite)
- Maggior numero di vittorie consecutive: Al-Hilal (24)
- Maggior numero di pareggi consecutivi: Al-Fayha, Al-Riyadh (5)
- Maggior numero di sconfitte consecutive: Al-Hazem (12)

Partite
- Partita con più gol: Al-Hazem 0–9 Al-Hilal
- Pareggi con più gol: Al-Nassr 4–4 Al-Hazem
- Maggior scarto di gol: Al-Hazem 0–9 Al-Hilal (9)
- Maggior numero di reti in una giornata:
- Minor numero di reti in una giornata:
- Maggior numero di espulsioni in una giornata:
- Maggior numero di pareggi in una giornata:

### Individuali

#### Classifica marcatori
| Gol | Rigori |  | Giocatore               | Squadra                   |
| --- | ------ |  | ----------------------- | ------------------------- |
| 35  | 8      |  | Cristiano Ronaldo       | Al-Nassr                  |
| 28  | 11     |  | Aleksandar Mitrović     | Al-Hilal                  |
| 19  | 2      |  | Fashion Sakala          | Al-Fayha                  |
| 19  | 5      |  | Abderrazak Hamdallah    | Al-Ittihad                |
| 17  | 1      |  | Firas Al-Buraikan       | Al-Fateh (4) Al-Ahli (13) |
| 16  | 1      |  | Talisca                 | Al-Nassr                  |
| 15  |        |  | Malcom                  | Al-Hilal                  |
| 15  | 4      |  | Georges-Kévin N'Koudou  | Damac                     |
| 15  | 5      |  | Odion Ighalo            | Al-Wahda                  |
| 14  | 2      |  | Salem Al-Dawsari        | Al-Hilal                  |
| 14  | 4      |  | Bernard Mensah          | Al-Tai                    |
| 13  | 1      |  | Sadio Mané              | Al-Nassr                  |
| 12  | 1      |  | Karim El Berkaoui       | Al-Raed                   |
| 12  | 2      |  | Moussa Dembélé          | Al-Ettifaq                |
| 11  | 3      |  | Riyad Mahrez            | Al-Ahli                   |
| 11  |        |  | Sergej Milinković-Savić | Al-Hilal                  |

#### MVP del mese
Di seguito i vincitori.
| Mese      | Giocatore               | Squadra   |
| --------- | ----------------------- | --------- |
| Agosto    | Cristiano Ronaldo       | Al-Nassr  |
| Settembre | Cristiano Ronaldo       | Al-Nassr  |
| Ottobre   | Sergej Milinković-Savić | Al-Hilal  |
| Novembre  | Bernard Mensah          | Al-Tai    |
| Dicembre  | Cristiano Ronaldo       | Al-Nassr  |
| Febbraio  | Talisca                 | Al-Nassr  |
| Marzo     | Cristiano Ronaldo       | Al-Nassr  |
| Aprile    | Yannick Carrasco        | Al-Shabab |
| Maggio    | Cristiano Ronaldo       | Al-Nassr  |

#### MVC del mese
Di seguito i vincitori.
| Mese      | Allenatore          | Squadra    |
| --------- | ------------------- | ---------- |
| Agosto    | Nuno Espírito Santo | Al-Ittihad |
| Settembre | Luís Castro         | Al-Nassr   |
| Ottobre   | Jorge Jesus         | Al-Hilal   |
| Novembre  | Jorge Jesus         | Al-Hilal   |
| Dicembre  | Jorge Jesus         | Al-Hilal   |
| Febbraio  | Jorge Jesus         | Al-Hilal   |
| Marzo     | Jorge Jesus         | Al-Hilal   |
| Aprile    | Vítor Pereira       | Al-Shabab  |
| Maggio    | Jorge Jesus         | Al-Hilal   |

#### MVGK del mese
Di seguito i vincitori.
| Mese      | Giocatore      | Squadra    |
| --------- | -------------- | ---------- |
| Agosto    | Marcelo Grohe  | Al-Ittihad |
| Settembre | Marcelo Grohe  | Al-Ittihad |
| Ottobre   | Yassine Bounou | Al-Hilal   |
| Novembre  | Yassine Bounou | Al-Hilal   |
| Dicembre  | Édouard Mendy  | Al-Ahli    |
| Febbraio  | Yassine Bounou | Al-Hilal   |
| Marzo     | Mailson        | Al-Taawoun |
| Aprile    | David Ospina   | Al-Nassr   |
| Maggio    | Mailson        | Al-Taawoun |

#### Giovane talento del mese
Di seguito i vincitori.
| Mese      | Giocatore             | Squadra    |
| --------- | --------------------- | ---------- |
| Agosto    | Abdulmalik Al-Oyayari | Al-Taawoun |
| Settembre | Muath Faqeehi         | Al-Taawoun |
| Ottobre   | Abbas Al-Hassan       | Al-Fateh   |
| Novembre  | Faisal Al-Ghamdi      | Al-Ittihad |
| Dicembre  | Abdalellah Hawsawi    | Al-Khaleej |
| Febbraio  | Mohammed Al-Absi      | Al-Shabab  |
| Marzo     | Faisal Al-Ghamdi      | Al-Ittihad |
| Aprile    | Musab Al-Juwayr       | Al-Shabab  |
| Maggio    | Abdulmalik Al-Oyayari | Al-Taawoun |